# Bulldog (Schiff, 1846)
HMS Bulldog war eine Sloop bzw. ein Kanonenboot der Royal Navy, das sowohl im Krimkrieg als auch im Rahmen der Kanonenbootpolitik in Lateinamerika eingesetzt wurde. Es strandete 1865 in Haiti während eines Gefechts mit haitianischen Rebellen, wurde von der Besatzung aufgegeben und in Brand gesteckt.

## Technische Daten
- Schiffstyp: Sloop 1. Klasse/Kanonenboot, Raddampfer, Einzelschiff
- Bauwerft: Chatham Dockyard
- Kiellegung: 1841
- Stapellauf: 2. Oktober 1845
- Indienststellung: 25. Juni 1846
- Größe: 1.124 tons bm
- Länge: 190 Fuß (Kanonendeck)
- Breite: 36 Fuß
- Tiefgang: vorn 7 Fuß 11,5 Zoll; achtern 8 Fuß 5 Zoll
- Antrieb: 2-Zyl.-Dampfmaschine, Segel
- Leistung: 500 NHP
- Propeller: Raddampfer
- Masten: 3
- Geschütze: 6
- Besatzung: 175

## Geschichte
Nach einem kurzfristigen Einsatz in der südafrikanischen Kapkolonie wurde die Bulldog ab 1846 als Stationär im Mittelmeer verwendet. 1854/55 operierte sie im Rahmen des Krimkriegs in der Ostsee. Ab 1860 diente sie als Stationär in Nordamerika und Westindien.
1865 versuchte der liberale haitianische Politiker Sylvain Salnave, den ebenfalls der liberalen Partei angehörigen Präsidenten Fabre Geffrard in einem Aufstand zu stürzen. Salnaves Truppen besetzten Cap-Haïtien und zerstörten das dortige  britische Konsulat, in das sich auch einige Gegner Salnaves geflüchtet hatten. Einige der Flüchtlinge wurden von den Aufständischen hingerichtet. Ein Teil der haitianischen Flotte hatte sich Salnave angeschlossen.

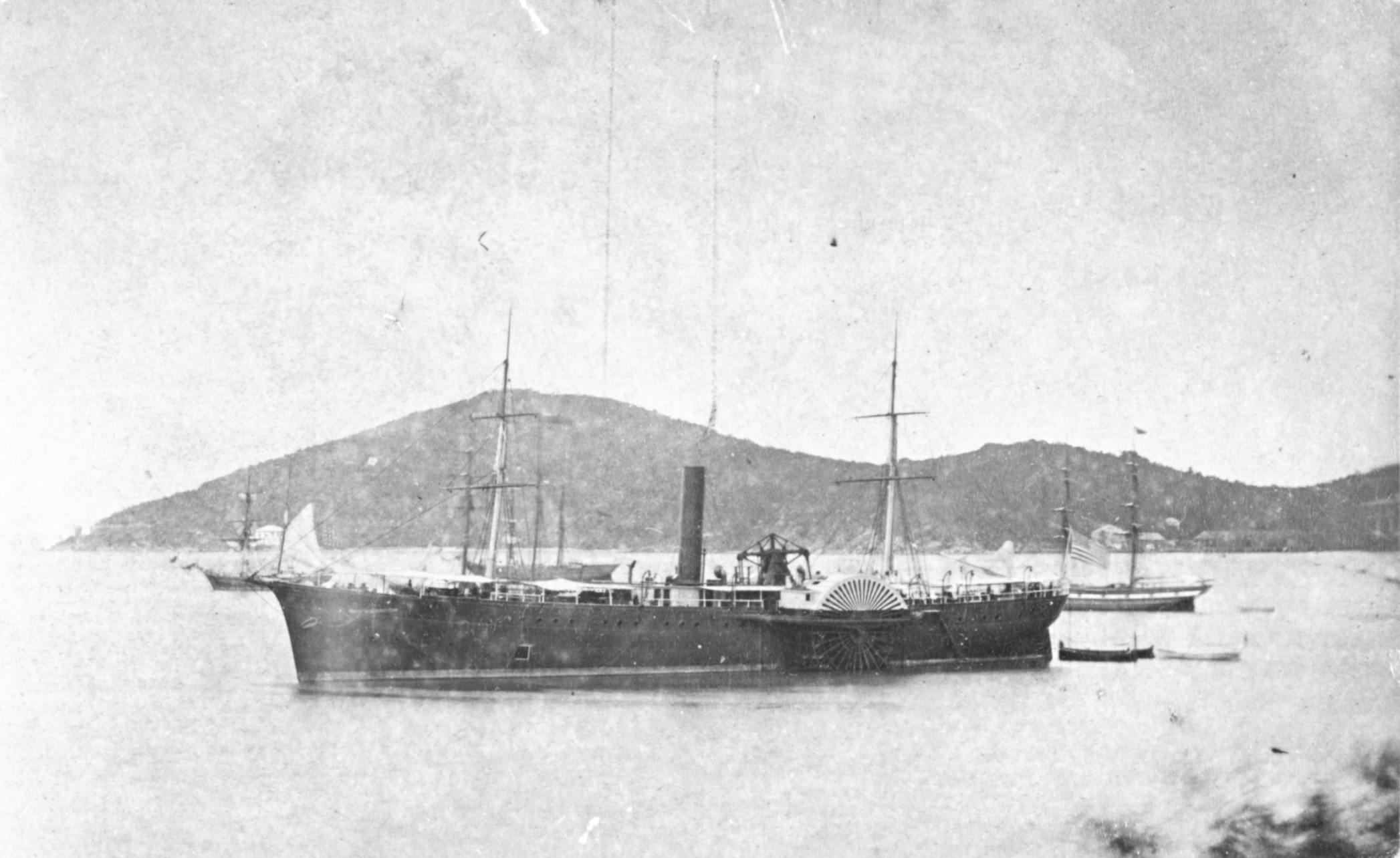
Die De Soto

Daraufhin beschoss Captain R.N. Charles Wake (1824–1890) mit der Bulldog am 23. Oktober 1865 in Cap-Haïtien die Rebellenforts. In den Kampf griff auch der Rebellendampfer Valorogue ein, der daraufhin von der Bulldog versenkt wurde. Das Kanonenboot geriet allerdings auf Grund und der Versuch, sich durch das US-amerikanische Kanonenboot De Soto abschleppen zu lassen, misslang. Nachdem die Munition verschossen war, wurden die verwundeten Besatzungsmitglieder der Bulldog der De Soto übergeben, die sie in die britische Kolonie Jamaika transportierte, während die übrige Besatzung auf den haitianischen Regierungsdampfer Vingt-Deux Decembre übersetzte. Während des Gefechts mit den Rebellen waren drei Besatzungsmitglieder gefallen und zehn verwundet worden.
Um die gestrandete Bulldog nicht in die Hände der Rebellen fallen zu lassen, wurde sie in Brand gesetzt und durch eine Explosion vollständig vernichtet. Kommandant Wake wurde später von einem Militärgericht mit der Begründung verurteilt, dass er das Schiff leichtfertig aufs Spiel gesetzt und vorzeitig verlassen habe. Das Urteil wirkte sich jedoch nicht negativ auf seine spätere Karriere aus.

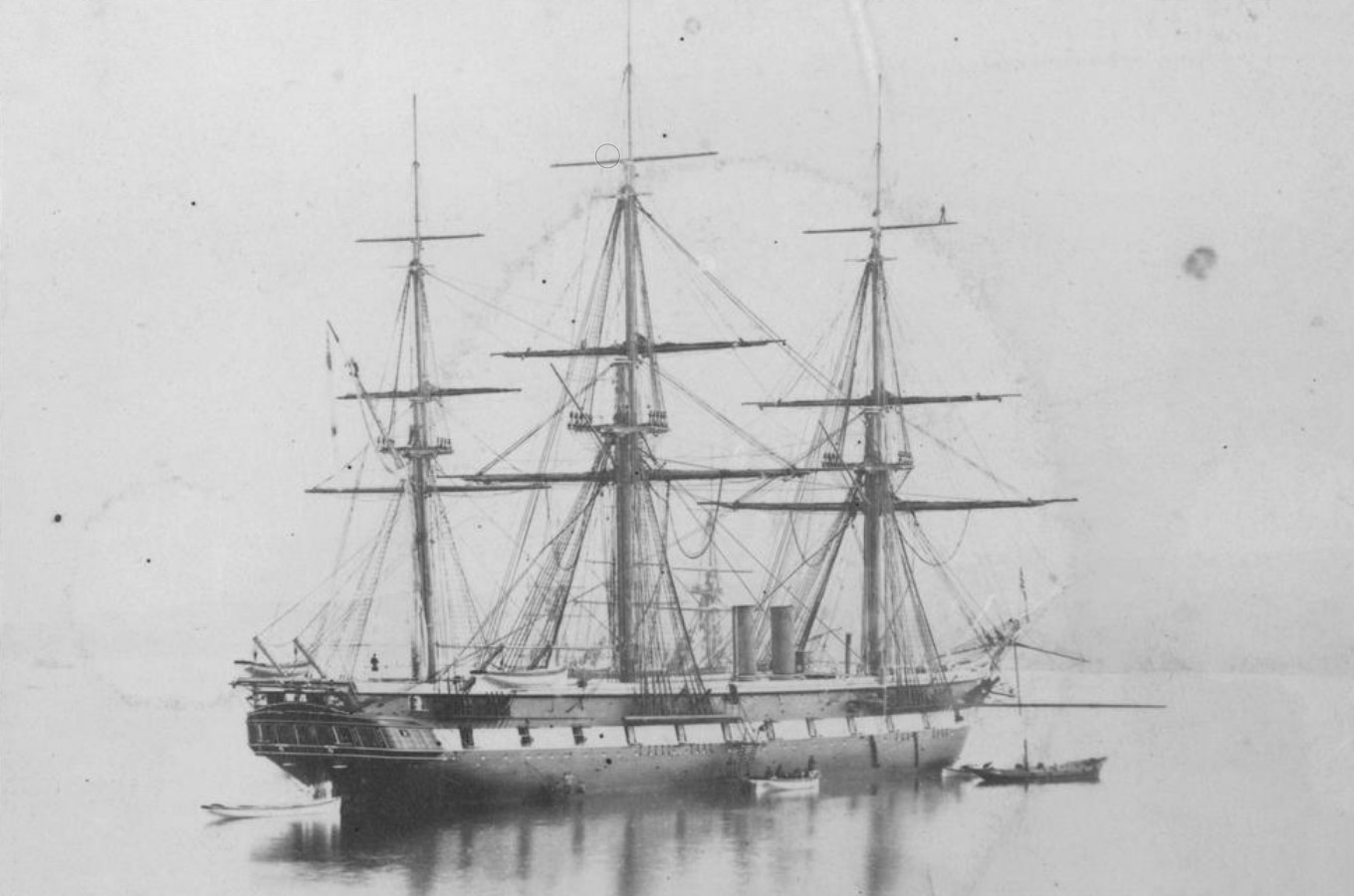
Die Galatea

Eine Strafexpedition gegen die Aufständischen wurde am 9. November 1865 durch die Fregatte Galatea und das Kanonenboot Lily ausgeführt, die dadurch offen auf Seiten der Regierung intervenierten.